# Liste von Zielen und Stationen des St.-Rupert-Pilgerwegs von Gaden nach Sankt Gilgen
Die Liste zum St.-Rupert-Pilgerweg von Gaden nach Sankt Gilgen benennt Etappenziele auf der St.-Rupert-Pilgerweg von Gaden in Waging am See nach Sankt Gilgen.

## Liste
| Tag | Foto außen                         | Kirche u. a.                                            | Gemeinde, Ort                                                             | Foto detail | Beschreibung |
| --- | ---------------------------------- | ------------------------------------------------------- | ------------------------------------------------------------------------- | ----------- | --- |
| 8   |                                    | Kirche St. Rupert                                       | Waging am See                                                             |             | Barockes Fresko Rupert und Virgil am Tor der Kirchhofmauer. Schnitzwerk Taufe des Theodos am neugotischen Hochaltar. |
| 8   |                                    | Waginger See mit See-Rundweg                            | Gaden in der Gemeinde Waging am See                                       |             | |
| 8   |                                    | Kirche St. Johannes der Täufer                          | Petting                                                                   |             | |
| 8   |                                    | Kirche St. Oswald                                       | Leobendorf in der Gemeinde Laufen                                         |             | |
| 8   |                                    | Rupertusplatz mit St. Rupertusbrunnen                   | Laufen an der Salzach                                                     |             | Auf dem 1914 errichteten Rupertusplatz gibt es den Rupertusbrunnen mit der Statue des Heiligen Rupert als Landespatron. |
| 8   |                                    | Stiftskirche Zu Unserer Lieben Frau Mariä Himmelfahrt   | Laufen an der Salzach                                                     |             | Großes Rupertus-Altarbild vom Barockmaler Johann Michael Rottmayr (1691). |
| 8   |                                    | Wallfahrtskirche Maria Bühel                            | Oberndorf bei Salzburg                                                    |             | Möglicher Umweg: dann über den Europasteg über die Salzach zum Kalvarienberg Maria Bühel an der Maria-Bühel-Straße zur Wallfahrtskirche Maria Bühel. |
| 8   |                                    | Stille-Nacht-Gedächtniskapelle und Joseph-Mohr-Wohnhaus | Oberndorf bei Salzburg                                                    |             | Das Wohnhaus von Joseph Mohr wurde ein Heimatmuseum. |
| 9   |                                    | Pfarrkirche hl. Nikolaus                                | Oberndorf bei Salzburg                                                    |             | In der Westfassade der Pfarrkirche hl. Nikolaus steht erhöht in einer Rundbogennische die Figur hl. Rupert aus der 2. Hälfte des 17. Jahrhunderts. Das Altarblatt des linken Seitenaltares zeigt das Bild Wunder des hl. Rupertus des Malers Franz Ignaz Oefele (1775).                                                              |
| 9   |                                    | Filialkirche St. Pankraz am Haunsberg                   | Nußdorf am Haunsberg im Kirchweiler Schlößl der ehemaligen Burg Haunsperg |             | Der barocke Hochaltar aus 1707 trägt die Mittelfigur hl. Pankraz und die seitlichen Konsolfiguren der hll. Rupert und Virgil des Bildhauers Simeon Fries und zeigt im Aufsatz das Bild Dreifaltigkeit des Malers Adam Pürkmann. Es gibt barocke Weihwassermuscheln in kleinen Nischen mit Konchenabschluss seitlich des Westportals. |
| F   |                                    | Pfarrkirche hl. Jakobus der Ältere                      | Obertrum am See                                                           |             | Möglicher Umweg: |
| F   |                                    | Pfarrhofkapelle Guter Hirte                             | Obertrum am See                                                           |             | Möglicher Umweg: |
| 9   | Relikt der 2004 umgefallenen Buche | Kaiserbuche am Haunsberg                                | Obertrum am See                                                           |             | Von St. Pankraz am Haunsberg zur Kaiserbuche mit der Kaiser-Franz-Joseph-Jubiläumskapelle. Dann über den Sulzberg zum Weiler Hohengarten, zum Weiler Obermödlham, zum Weiler Hamberg, zum Weiler Krimpelstätten, zum Weiler Bruderstatt, nach Waldprechting.                                                                         |
| 9   |                                    | Filialkirche hl. Nikolaus                               | Seekirchen am Wallersee, Waldprechting                                    |             | |
| 9   |                                    | Kollegiatstifts- und Dekanatskirche hl. Petrus          | Seekirchen am Wallersee                                                   |             | |
| 9   |                                    | Schloss Seeburg                                         | Seekirchen am Wallersee                                                   |             | Schloss Seeburg mit Kapelle hl. Rupert mit dem Deckenbild Tod des hl. Rupert und dem Altarblatt hll. Friedrich und Rupert stehend mit Maria mit Kind auf Piedestal mit Relief Taufe vom Herzog Theodos durch den hl. Rupert vom Maler Gennaro Basile (1755).                                                                         |
| 0   |                                    | Filialkirche St. Leonhard in Mühlberg                   | Eugendorf                                                                 |             | |
| 10  |                                    | Pfarrkirche hl. Martin                                  | Eugendorf                                                                 |             | Der barocke Hochaltar trägt mittig eine Sitzfigur Maria mit Kind und die Seitenfiguren der hll. Martin und Rupert aus 1856 und zeigt im Auszug das Vierpassbild Mantelspende des hl. Martin aus 1856. |
| 10  |                                    | Filialkirche hl. Jakobus der Ältere                     | Eugendorf, KG Neuhofen, Weiler Unzing                                     |             | |
| 10  |                                    | Pfarrkirche hl. Leonhard                                | Plainfeld                                                                 |             | Die Seitenfiguren hll. Rupert und Virgil um 1740 des Hochaltares wurden vom ehemaligen Altar im Schloss Blumenstein bei Salzburg hierher übertragen. |
| 10  |                                    | Pfarrkirche hl. Sebastian                               | Hof bei Salzburg                                                          |             | |
| 10  |                                    | Schloss Fuschl am Fuschlsee                             | Hof bei Salzburg                                                          |             | |
| 10  |                                    | Pfarrkirche hl. Erasmus                                 | Fuschl am See                                                             |             | |
| 10  |                                    | Sägmühlkapelle                                          | Fuschl am See, östlich der Ortsmitte bei der Abzweigung nach Ellmau       |             | Marienaltar mit Seitenfiguren hl. Virgil links und hl. Rupert rechts |
| 10  |                                    | Pfarrkirche hl. Ägydius                                 | Sankt Gilgen                                                              |             | |